# 공상무
공상 무(公上武, ? ~ 기원전 167년)는 전한 전기의 제후로, 개국공신 공상불해의 아들이다.

## 생애
혜제 2년(기원전 193년), 공상불해의 뒤를 이어 급후(汲侯)에 봉해졌다.
급이후 27년(기원전 167년)에 죽으니 시호를 이(夷)라 하였고, 아들 공상통이 작위를 이었다.

## 출전
- 사마천, 《사기》 권18 고조공신후자연표
- 반고, 《한서》 권16 고혜고후문공신표

| 전임 아버지 급종후 공상불해 | 전한의 급후 기원전 193년 ~ 기원전 167년 | 후임 아들 급강후 공상통 |